# Jüdischer Friedhof (Schumen)
Koordinaten: 43° 16′ 30,2″ N, 26° 56′ 22,4″ O

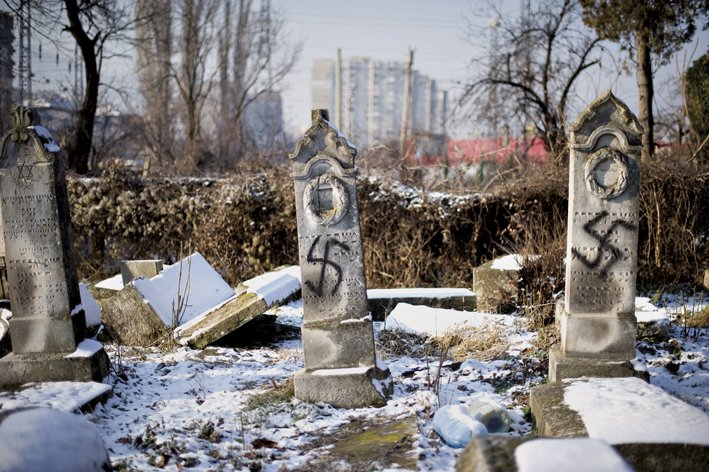
Geschändeter jüdischer Friedhof Schumen (2010)

Der Jüdische Friedhof Schumen liegt in der Stadt Schumen in der gleichnamigen Oblast in Ostbulgarien. Auf dem jüdischen Friedhof im östlichen Bereich der Stadt sind  Grabsteine erhalten.